# Parque Nacional Barbilla

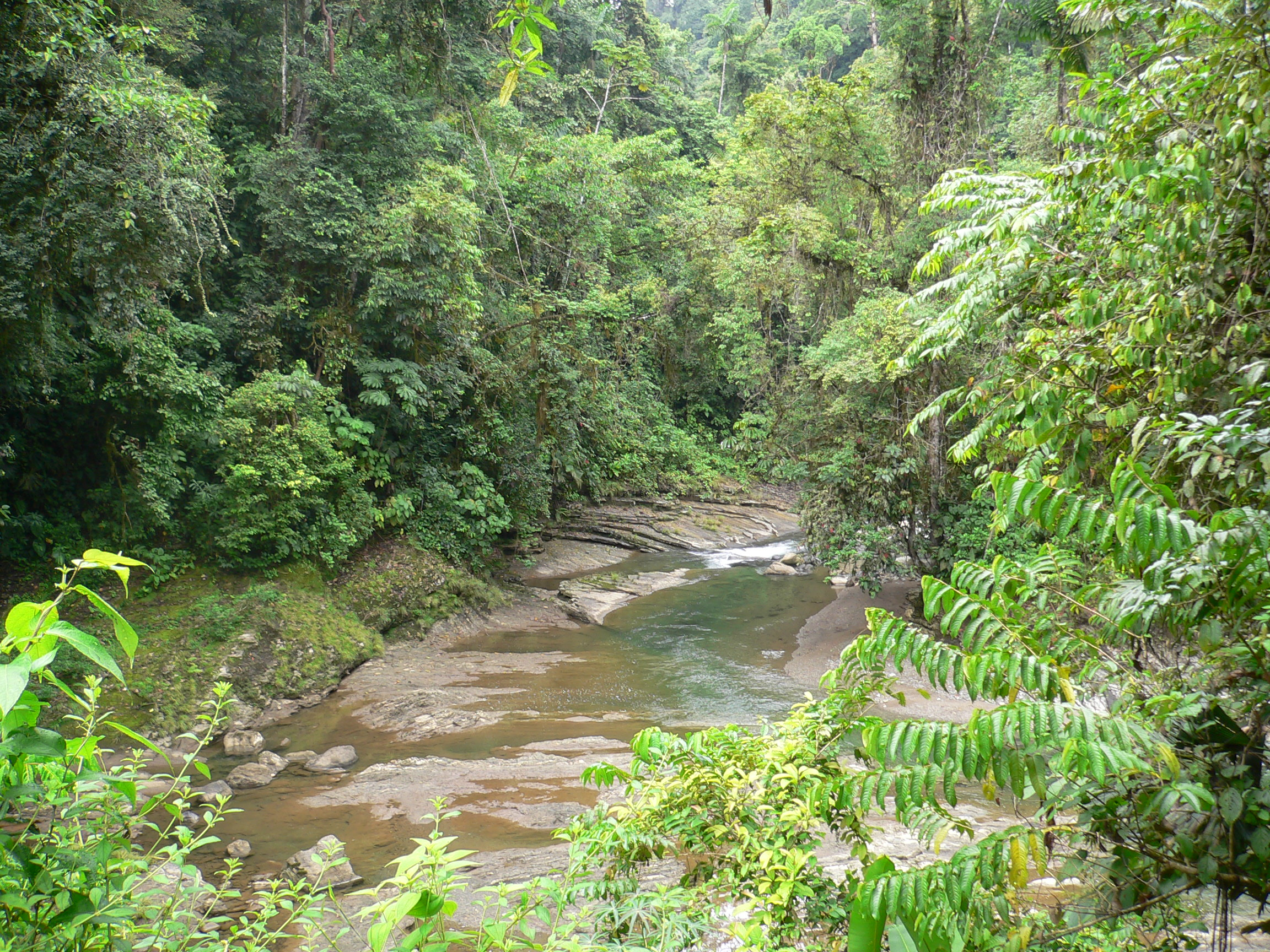
Rio Dantas no Parque Nacional Barbilla.

Parque Nacional Barbilla é um parque nacional na Área de Conservação Amistad Caribe (ACLA-C) da Costa Rica, localizado ao leste da Cordilheira de Talamanca. Ela protege florestas assim como a Laguna Ayil e Cerro Tigre e as cabeceiras do Rio Dantas, cobrindo partes das províncias de Cartago e Limón.
O Parque possui a Estação Biológica de Barbilla, além de uma sede administrativa em Brisas de Pacuarito.